# Хрунов Євген Васильович
Хрунов Євген Васильович (рос. Хрунов Евгений Васильевич; 10 вересня 1933 — 19 травня 2000) — льотчик-космонавт СРСР, загін ОКБ-1, набір 1966 року.

## Біографія
Народився 10 вересня 1933 року в селі Пруди Воловського району Тульської області в родині селянина. Закінчив семирічку і вступив до Каширського сільськогосподарського технікуму. 1952 року закінчив технікум і призваний до Радянської Армії. 1956 року закінчив Батайське військове авіаційне училище льотчиків. Після закінчення училища служив у авіаційних частинах Військово-повітряних сил СРСР.

## Космічна діяльність
1960 року зарахований до загону радянських космонавтів (1960 Група ВПС № 1). Проходив підготовку до польотів на кораблях типу Восток і Восход. В березні 1965 року був дублером О. А. Леонова при польоті космічного корабля Восход-2. Потім готувався до польотів за радянською місячною програмою.
Входив до основного екіпажу космічного корабля Союз-2, старт якого планувався на 24 квітня 1967 року. У зв'язку з несправностями на борту космічного корабля Союз-1 політ скасували. 1968 року закінчив Військово-повітряну інженерну академію імені М. Є. Жуковського. З 15 по 17 січня 1969 року здійснив політ в космос космонавтом-дослідником. Стартував на борту космічного корабля Союз-5 разом з Б.Волиновим і О.Єлисеєвим, разом з О.Єлисеєвим через відкритий космос перейшов на борт космічного корабля Союз-4, на якому здійснив посадку на Землю разом з В.Шаталовим і О.Єлисеєвим. Політ тривав 1 добу 23 години 45 хвилин 50 секунд. Перебування у відкритому космосі тривало 37 хвилин.
Під час польоту вперше у світі зістиковано двоє пілотованих кораблів, екіпаж перейшов з одного КК в інший через відкритий космос.
Після космічного польоту продовжив підготовку в складі груп до космічних польотів на космічних кораблях типу Союз і орбітальних станціях типу Салют. 1971 року захистив кандидатську дисертацію і отримав ступінь кандидата технічних наук. 1972 року закінчив Військово-політичну академію імені В.I.Леніна. В кінці 1970-х років проходив підготовку до польотів у космос за програмою «Інтеркосмос». Був командиром дублерного екіпажу під час радянсько-кубинського польоту в космос на космічному кораблі Союз-38 у вересні 1980 року.
1980 року пішов із загону космонавтів і працював начальником управління Державного комітету СРСР зі зовнішньоекономічних зв'язків.

## Публікації
Автор книги «Підкорення невагомості» (1976 г.).

## Нагороди

### Державні
Герой Радянського Союзу. Орден Леніна, орден Червоної Зірки, медалі.

### Наукова
Золота медаль імені К. Е. Ціолковського АН СРСР

### Міжнародна
Почесний диплом імені В. М. Комарова і медаль де Лаво (FAI).

### Почесне громадянство
Почесний громадянин міст Калуга, Тула, Шахтарськ (Росія).